# 日不落
〈日不落〉（英語：Sun Will Never Set）是臺灣歌手蔡依林的歌曲，收錄於其第九張錄音室專輯《特務J》。該歌曲改編自BWO的〈Sunshine in the Rain〉，原曲由Alexander Bard和Anders Hansson創作，後由崔惟楷重新填詞、林邁可製作。

## 背景和發行
2006年12月12日，蔡依林表示預計在翌年1月後開始籌備新專輯。2007年1月13日，她前往英國倫敦接受為期三週的發聲和舞蹈課程。同年5月22日，她前往丹麥赫爾辛格進行為期一週的錄音工作，媒體報導新專輯預計在同年8月至9月發行。同年6月2日，媒體報導她已完成錄音，並前往倫敦接受為期十天的舞蹈訓練。
同年9月21日，蔡依林發行第九張錄音室專輯《特務J》，其中收錄歌曲〈日不落〉。該歌曲的MV由賴偉康執導，馮德倫參與演出。

## 商業表現
該歌曲獲得2007年臺灣Hit FM年度百首單曲第一名。

## 其他版本
2018年6月5日，騰訊遊戲《地下城與勇士》宣布蔡依林擔任十週年代言人，為該遊戲首位代言人。同月12日，她發行主題曲〈我對我〉。同月16日，她出席在中國上海舉行的「DNF十週年派對」，並表示將出席同年11月24日的「DNF嘉年華」。同年11月19日，她發行為「DNF嘉年華」演唱的〈日不落〉「DNF阿破克烈版」，由蔡依林和百名玩家共同演唱，詞曲經由遊戲團隊改編。
2024年8月19日，蔡依林發布中國移動AI視頻彩鈴推廣曲〈日不落〉「火星版」的MV，由田思聰執導。

## 獎項
2008年1月14日，〈日不落〉獲得加拿大至Hit中文歌曲排行榜07年度總選全國推崇十大國語歌曲。同月23日，獲得2007年度北京流行音樂典禮年度金曲。同年3月1日，獲得2008年Hito流行音樂獎聽眾最愛歌曲及年度十大華語歌曲。同年10月30日，獲得第八屆全球華語歌曲排行榜最受歡迎20大金曲。

## 現場表演
2007年12月31日，蔡依林參加「舞動台中·魅力之都2008跨年晚會」及「2008臺北最High新年城」，並在兩場活動中皆演唱〈日不落〉。2008年1月10日，她參加東南衛視綜藝節目《海峽傳情》，演唱〈日不落〉。同月11日，參加「M大會」，演唱〈日不落〉。同年3月1日，她在「2008年Hito流行音樂獎頒獎典禮」演唱〈日不落〉。同年4月28日，她參加「第四屆中國國際動漫節開幕式晚會」，並演唱該歌曲。

## 曲目
串流媒體——〈日不落〉（DNF阿破克烈版）
1. 〈日不落〉（DNF阿破克烈版）——3:42
2. 〈日不落〉（DNF阿破克烈版伴奏）——3:42

## 幕後人員
- 林邁可—吉他、和聲編寫、錄音師、混音師
- 蔡依林—和聲
- VIP Studio—錄音室、混音室

## 發行歷史
| 地區     | 日期           | 版本          | 格式     | 發行商   |
| -------- | -------------- | ------------- | -------- | -------- |
| 中國大陸 | 2018年11月19日 | DNF阿破克烈版 | 串流媒體 | 騰訊科技 |